# هارون هولم
هارون هولم (بالإنجليزية: Aaron Hulme)‏ (1886 بمانشستر في المملكة المتحدة - 1933) هو لاعب كرة قدم بريطاني (وحمل سابقاً جنسية المملكة المتحدة لبريطانيا العظمى وأيرلندا) في مركز الدفاع. لعب مع أولدهام أثلتيك ومانشستر يونايتد ونادي هايد إف سي ونادي نيلسون.